# Hassoum Ceesay (Historiker)

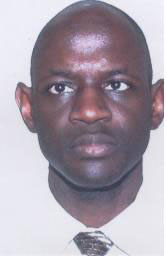
Hassoum Ceesay (2012)

Hassoum Ceesay (* 1971 in Panchang) ist ein gambischer Historiker, Schriftsteller und Museumskurator am National Museum of The Gambia. Er ist einer der produktivsten gambischen Historiker.

## Leben
Ceesay besuchte ab 1977 die Panchang Primary School, ab 1983 die Armitage High School und anschließend 1989 bis 1991 das Gambia College mit dem Abschluss des Higher Teacher’s Certificate. 1995 folgte der Besuch des Fourah Bay Colleges (heute Teil der University of Sierra Leone). Danach ging er an die kanadische Saint Mary’s University in der Hauptstadt von Nova Scotia Halifax, wo er 1999 einen Bachelor of Arts in Geschichte erwarb.
Er war Feuilletonredakteur  bei der Zeitung The Daily Observer in Banjul und von 1999 bis 2006 Leitartikelautor. Von 1999 bis 2008 war er Kurator des National Museum of The Gambia und kuratierte zahlreiche Kunst- und ethnographische Ausstellungen.
Im Jahr 2003 erwarb er ein Postgraduiertendiplom  in Museumswissenschaften an der University of Nairobi, Kenia. Von Januar 2008 bis August 2008 war er stellvertretender Staatssekretär  und Direktor des Pressebüros von Präsident  Jammeh. Im Jahr 2009 erwarb er einen Master of Arts in afrikanischer Geschichte an der Universität von Gambia. Im Jahr 2010 war er leitender Forscher  einer UNESCO-Studie über kulturelle Rechte in Gambia. Er war Direktor des Urheberrechtsbüros in Gambia. Hassoum ist derzeit (Stand 2020) Generaldirektor des National Centre for Arts and Culture (NCAC) und war verantwortlich für die Gründung der Verwertungsgesellschaft Collecting Society of The Gambia. Von 2014 bis 2017 war er Mitglied des Regierungsrats der Universität von Gambia.
Einige seiner Publikationen  befassen sich mit der Frauengeschichte in Gambia. Ceesay ist ein bekanntes Gesicht im gambischen Fernsehen, wo er häufig über Themen und Fragen der Geschichte spricht.

## Auszeichnungen und Ehrungen
- 2011: Officer of the Order of the Republic of The Gambia (ORG)[4]

## Publikationen
- Gambian Women: an Introductory History. Fulladu Publishers, Banjul 2007.
- Co-author: Ceremonies of The Gambia. 2004.
- Gambian women : profiles and historical notes. Fulladu Publishers, Kanifing 2011, ISBN 978-9983-9926-4-9.
- Co-editor: A guide to the monuments and cultural heritage sites of The Gambia. Zweite Auflage. Banjul, The Gambia 2012, ISBN 978-9983-955-74-3.
- Patriots : profiles of eminent Gambians. Leicester 2015, ISBN 978-0-9574073-6-7.
- ed. with Pierre Gomez: A geocritical representation of Banjul (Bathurst), 1816–2016. Leicester, England 2018, ISBN 978-0-9956460-1-8.